# تشبیه
تشبیه، آرایه‌ای در ادبیات فارسی است که از آن برای مانند کردن یک جسم، مفهوم یا تفکّر به دیگری است، که در حالت عادی آشکار نیست.

## ارکان تشبیه
تشبیه از چهار «رکن» تشکیل می‌شود.
کلمه‌ای که آن را به چیز دیگر مانند کرده‌اند، یا کلمه ای که چیزی به آن مانند شده‌است. مشبه نامیده می‌شود.
چیزی که مشبّه به آن مانند شده را مشبّه‌به می‌گویند.
به کلماتی که نشانگر تشبیه هستند،ادات تشبیه گفته می‌شود. مانند: «مانند، مثل، همانند، چون، چو و…».
به صفتی که باعث ارتباط مشبه به مشبه‌به می‌شود،وجه شبه گفته می‌شود.

## اقسام تشبیه
به تشبیهی که وجه شبه در آن حذف شده باشد تشبیه مجمل و به تشبیهی که ادات تشبیه در آن حذف شده باشد مؤکّد یا تشبیه محذوف‌الأدات یا تشبیه بالکنایه می‌گویند. اگر ادات در تشبیه ذکر شود به آن تشبیه صریح یا تشبیه مرسل می‌گویند.
تشبیه که در آن نه وجه شبه ذکر شود و نه ادات تشبیه بلیغ است. تشبیه بلیغ رساترین، زیباترین و مؤثرترین تشبیهات است. تشبیه بلیغ بر دو گونه است: ۱- تشبیه بلیغ اسنادی که در آن مشبّه‌به به مشبه اسناد داده می‌شود مانند علم نور است. ۲- اضافهٔ تشبیهی که در آن یکی از طرفین تشبیه به دیگری اضافه می‌شود مانند «درخت دوستی»
دو رکن اصلی تشبیه، (مشبّه) و (مشبّه‌به) هستند که هیچ‌گاه حذف نمی‌شوند؛ زیرا غرض از تشبیه، وصف مخیل مشبّه به وسیلهٔ مشبّه‌به است. آن توصیف مخیّل که همان وجه شبه است- معمولاً از مشبّه‌به اخذ می‌شود، پس وجود مشبّه و مشبّه‌به هر دو لازم است.
بر اساس تعریفی دیگر اقسام تشبیهی نیز وجود دارد که به آن اشاره می‌شود. از جمله:
حسی و غیر حسی: هر دو طرف مشبه و مشبه‌به حسی است یعنی با حواس ظاهر درک می‌شوند.
وهمی و خیالی: مشبه‌به وجود خارجی نداشته باشد.
| یکی نیزهٔ تیز برداشت گیو |  | چو دندان غول و چو چنگال دیو |

تشبیه مفرد به مفرد:دو طرف تشبیه هر دو مفرد باشد. مانند تشبیه روی به گل.
تشبیه مرکب به مرکب: دو طرف تشبیه دو چیز یا بیشتر باشد.
| می اندر کف ساقی بی‌حجاب |  | سهیلی است در پنجهٔ آفتاب |

تشبیه جمع:یک چیز را به چند چیز تشبیه کنند.
| برخیز که شد بار دگر ابر بهار |  | از بهر صفای بوستان و گلزار |

تشبیه تسویه: چند چیز را به یک چیز تشبیه کنند.
| یک موی خیزد از تن من وز میان تو |  | یک نقطه آید از لب من وز دهان تو |

تشبیه مفروق:هرگاه هر مشبه در شعر با مشبه به خود ذکر شود و«هر مشبه بهی را تالی مشبه خود قرار دهند.»
هم ز جهل تو سوخت حاصل تو/عمر چون پنبه جهل چون شرر است
تشبیه تمثیل: آنست که شاعر سخنی بگوید و برای روشنتر ساختن مقصود برای آن مثال و مورد مشابه بیاورد و به آن ارسال مثل نیز گفته‌اند.
جهان افروزی از اخگر نیاید/بزرگی خردسالان را نشاید

## مثال
- مثال:

| تنت در جامه چون در جام باده |  | دلت در سینه چون در سیم آهن چون:ادات تشبیه تن در جامه:مشبه جام باد:مشبه به دلت در سینه:مشبه سیم آهن:مشبه به |

(تن در جامه به باده در جام و دل در سینه به نقره در آهن تشبیه شده است)
- مثال:

| عشق دردانه است و من غواص و دریا میکده |  | سر فرو بردم در آنجا تا کجا سر برکنم |

(شاعر خود را به غواص، میکده را به دریا و عشق را به دردانه تشبیه کرده است)
- مثال:

| شبی چون چاه بیژن تنگ و تاریک |  | چو بیژن در میان چاه او من |

(شاعر شب را به چاه بیژن و خود را به بیژن در چاه تشبیه کرده است)
- مثال:

| همی راندم فرس را من به تقریب |  | چو انگشتان مرد ارغنون زن |

(منوچهری در این شعر راندن اسب را به حرکات دست نوازنده ارغنون تشبیه کرده است)
- مثال:

| آن برگ رزان بین که بر آن شاخ رزانست |  | گویی به مثل پیرهن رنگ‌رزانست |

(منوچهری در این شعر رنگ برگ درختان 
پاییزی را به پیرهن رنگ‌رزان تشبیه کرده است)
- مثال:

{تو آفتاب و دلم همچو سایه در پی تو}
(در اینجا تو به آفتاب تشبیه شده و دل من به سایه)